# سیارک ۳۹۰۷
سیارک ۳۹۰۷ (به انگلیسی: 3907 Kilmartin، نامگذاری:A904PC) سه هزار و نهصد و هفتمین سیارک کشف شده‌است که در ۱۴ اوت ۱۹۰۴ و در هایدلبرگ کشف شد.
قدر مطلق سیارک برابر ۱۱٫۷۰ است.